# Переможное (Лутугинский район)
Переможное (укр. Переможне) — село в Лутугинском районе Луганской области Украины. Под контролем самопровозглашённой Луганской Народной Республики. Входит в Георгиевский поселковый совет.

## География
Соседние населённые пункты: сёла Карла Либкнехта на юге, Первозвановка и Красное на юго-востоке, Придорожное на востоке, Новоанновка, Видно-Софиевка, Комиссаровка, посёлок Новосветловка на северо-востоке, сёла Терновое и посёлки Хрящеватое на севере, Фабричное, Георгиевка и сёла Роскошное на северо-западе, Глафировка, посёлок Ключевое, город Лутугино на западе, сёла Новофёдоровка, Волнухино и Верхняя Ореховка на юго-западе.

## История
Возникло в 1930-е годы как немецкая колония имени Шмидта. 
В 1945 году указом ПВС УССР село Шмидтовка было переименовано в Переможное. 
В 1944-1947 годы в село были поселены лемки депортированные с Западной Украины.
В 1972 году в состав села включено село Энгельса.

## Население
Население по переписи 2001 года составляло 656 человек.

## Общие сведения
Почтовый индекс — 92028. Телефонный код — 6436. Занимает площадь 1,69 км².

## Местный совет
92023, Луганская обл., Лутугинский р-н, пгт. Георгиевка, ул. Ленина, 16; тел. 98-4-43